# Бранислав Крављанац
Бранислав Крављанац (Београд, 15. април 1928—Београд, август 2002) био је глумац, писац, драматург и редитељ.

## Биографија
Студирао је глуму на Академији за позоришну уметност и завршио књижевност на Филолошком факултету у Београду.
Као глумац, наступао је на сценама Београдског драмског позоришта, Позоришта „Бошко Буха" и Малог позоришта „Душко Радовић" у Београду.

### Улоге
- Витез Страха (Биберче - Љубиша Ђокић)
- Новица (Лекција - Богдан Јовановић)
- Дарко (Дечак и Виолина - Мирослав Беловић, Јован Ћирилов)
- Лаб (Сусрет - Божена Бенешова)
- Лах (Царево ново одело - Шарлота Шорпенинг)
- Маф Потер (Доживљаји Тома Сојера - Марк Твен) и др.[1]

### Важније режије
- Два ведра воде - Дечија сцена, Панчево, 1971.
- Пепељуга - Дечија сцена, Панчево, 1973.
- Судбина једног Чарлија - Мало позориште, Београд, 1976.[4]
- Цврчак и мрави - Мало позориште, Београд, 1981.
- Све, све, али занат - Дечије казалиште „Огњен Прица”, Осијек, 1982.
- Девојчица Јасмина - Дечије позориште, Титоград, 1983.
- Весели уторак - Мало позориште, Београд, 1984. и др.[2]

### Сценарија за луткарске представе
- Погоди како се расте (са Миленком Мисаиловићем, 1967)
- Добро дошли, 1972.
- Смешно путовање, 1979.
- Девојчица Јасмина, по истоименој књизи Милета Станковића, 1983.
- Весели уторак,  1984.[2]

### Драматизације
- Оливер Твист Чарлса Дикенса, 1963.
- Винету Карла Маја, 1964.
- Мала Нушићијада по делима Бранислава Нушића, 1983.[2]

### Комедија
Са Миленком Мисаиловићем је написао комедију Чудна земља, 1967.

### Позоришна критика
Од 1958. до 1960. био је позоришни критичар новосадског часописа Наша сцена.

### Студије, есеји и чланци
Од 1956. до 1983. је објавио преко педесет студија, есеја и чланака у Видицима, Политици, Позоришту, Позоришној култури, Сцени, Детињству, Театарском гласнику и др. Неки од радова су:
- Бранислав Нушић и време
- О функцији хора у античкој трагедији
- Позориште за децу и његова публика
- Савремена драмска књижевност за децу
- Нека обележја (нашег) савременог луткарства
- Нека обележја наше савремене драме за децу
- Луткарска режија
- Неки токови развоја наше луткарске драматургије и њен садашњи тренутак
- Односи између луткарства и неких уметности
- Позориште Стевана Пешића и др.[2]

Такође је објављивао и на страним језицима а преводио је стручне текстове и литературу са руског, бугарског и словеначког језика.
Објавио је монографију Позориште за децу у Шибенику, 1963. и рукопис Јоакима Вујића Добродетељни дервиш или Звекетуша капа, заједно са опсежном студијом о том делу и Вујићевом језику, Кораци, 1983.